# Años 880
Los años 880 o década del 880 empezó el 1 de enero del 880 y terminó el 31 de diciembre del 889.

## Acontecimientos
- El conde de Barcelona deja de ser nombrado por los reyes francos para transmitirse el título de forma hereditaria.
- 885: Ataque de los vikingos a París.
- Batalla de Cellorigo

## Personas destacadas
- Carlos III el Gordo
- Alfredo el Grande
- Basilio I